# 서강로 (서울)

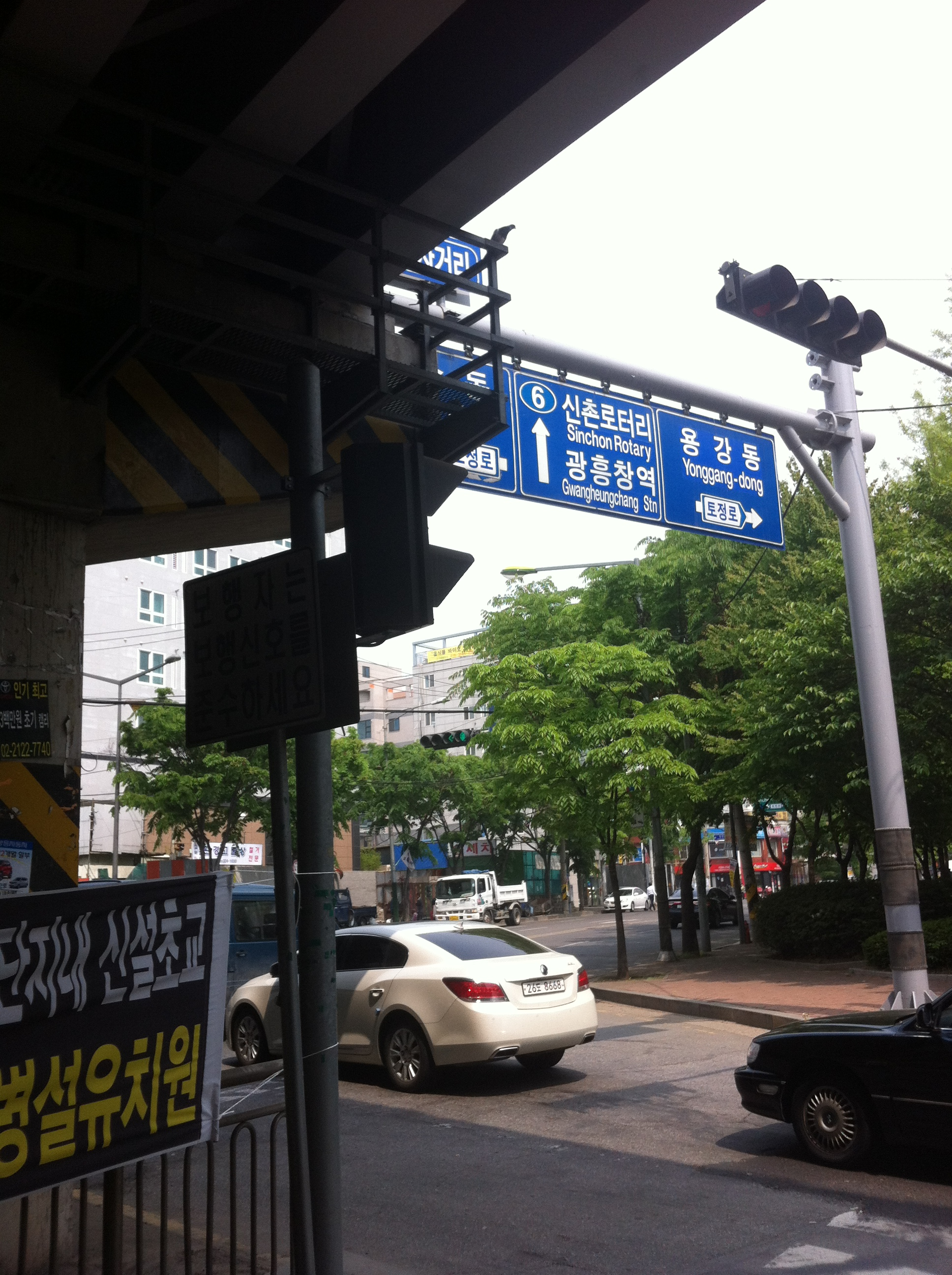
토정로와 교차하는 하중동사거리

서강로(西江路)는 서울특별시 마포구 신정동 서강대교 북단에서 노고산동 신촌로터리(2호선 신촌역)를 잇는 도로이다.

## 역사
- 2010년: 신촌로의 일부를 분리하여 서강로로 명명함.

## 노선
- 서강대교 북단사거리 - 광흥창역 - 창전삼거리 - (구)신촌시외버스정류장 - 신촌로터리(2호선 신촌역)

## 연결 도로
서강로의 시점인 서강대교 북단사거리에서는 국회대로와 연결되며, 종점인 신촌로터리에는 신촌로, 백범로, 연세로가 만난다.